# ديف كينيدي (سائق فورمولا 1)
ديف كينيدي (بالإنجليزية: David Kennedy)‏ (و. 1953  م) هو سائق فورمولا 1 أيرلندي، ولد في سلايغو، شارك في لو مان 24 ساعة.